# Maria Olgierdówna
Maria Olgierdówna (ur. ok. 1363, zm. ?) – księżniczka litewska z dynastii Giedyminowiczów.

## Życiorys
Córka wielkiego księcia Litwy Olgierda i Julianny, księżniczki twerskiej. Siostra wielkiego księcia Litwy i króla Polski Władysława II Jagiełły. 
Od 1379 r. żona bojara litewskiego Wojdyły (zm. 1382), potem kniazia Dawida Dymitrowicza Horodeckiego. Jej synem z drugiego małżeństwa był kniaź Mitko Dawidowicz.
Data śmierci Marii jest nieznana nawet w przybliżeniu.

## W kulturze
Maria występuje w III sezonie serialu Korona królów emitowanego przez TVP1. W jej rolę wcieliła się Anna Zalewska.